# Megan Fox
Megan Denise Fox, ameriška filmska in televizijska igralka ter fotomodel, * 16. maj 1986, Oak Ridge, Tennessee Združene države Amerike.
Z igralsko kariero je pričela leta 2001, ko je začela upodabljati manjše filmske in televizijske vloge. Istega leta je dobila stransko vlogo v televizijski seriji Hope and Faith. Leta 2004 je dobila prvo pomembnejšo filmsko vlogo in sicer v filmu Izpovedi najstniške igralske kraljice ob Lindsay Lohan. Leta 2007 je bila kot Mikaela Banes, simpatija lika Shie LaBeoufa sprejeta v igralsko zasedbo filma Transformerji, s katerim je doživela svoj preboj in prejela številne nominacije za nagrado Teen Choice Award. S svojo vlogo Mikaele Banes je nadaljevala tudi v nadaljevanju filma Transformerji, filmu Transformerji: Maščevanje padlih, ki je izšel leta 2009. Kasneje v letu 2009 je odigrala glavno vlogo v filmu Telo lepe Jennifer ob Amandi Seyfried.
Megan Fox je obravnavana kot seks simbol in se pogosto pojavlja v revijah za moške na seznamih najprivlačnejših žensk. Uvrstila se je na osemnajsto, šestnajsto, drugo in peto mesto letnega seznama revije Maxim »100 najprivlačnejših žensk« v letih 2007, 2008, 2009 in 2010, medtem ko so jo bralci revije FHM leta 2008 izbrali za »najprivlačnejšo žensko na svetu«. Leta 2008 se je uvrstila na prvo mesto lestvice »25 najprivlačnejših igralcev, mlajših od 25 let«.

## Mladost
Megan Denise Fox se je rodila kot hči mame Darlene Tonachio in očeta Franklina Foxa. Ima irske, francoske in staroselske korenine. Vzgojena je bila kot katoličanka in se dvanajst let šolala na katoliški šoli. Njeni starši so se ločili malo za tem, ko se je rodila, njo in njeno sestro pa sta vzgajala njuna mama in očim Tony Tonachio. Kasneje je Megan Fox povedala, da sta bila oba zelo stroga in ji nista pustila imeti fanta ali povabiti prijateljev v hišo. S svojo mamo je živela, dokler ni imela dovolj denarja, da se je lahko preživljala sama.
Megan Fox je igranje in ples začela trenirati, ko je bila stara pet let v Kingstonu, Tennessee. Udeležila se je plesnih učnih ur in bila članica šolskega zbora šole Kingston Elementary School ter plavalnega moštva Kingston Clippers. Pri desetih letih, ko se je njena družina preselila v St. Petersburg, Florida, je s treningom nadaljevala. Ko je dopolnila trinajst let je Megan Fox začela svojo kariero kot fotomodel, pred tem pa je leta 1999 prejela mnogo nagrad organizacije American Modeling and Talent Convention v Hilton Headu, Južna Karolina. Megan Fox se je šolala na St. Lucie West Centennial High School, vendar je pri sedemnajstih s šolanjem nadaljevala preko korespondence in se preselila v Los Angeles, Kalifornija.
Megan Fox večkrat govori o svojem življenju v času šolanja; v srednji šoli so bili njeni sošolci do nje nasilni, zato je svoje kosilo vedno pojedla v kopalnici. Povedala je tudi, da nikoli ni bil problem njen videz, pač pa se je vedno bolje razumela s fanti in nekateri ljudje so jo večkrat razumeli narobe. Dejala je, da v srednji šoli nikoli ni bila »popularna, da so me vsi sovražili, bila sem popolna izgnanka, moji prijatelji so bili vedno fantje, imela sem precej agresivno osebnost, zaradi česar me dekleta niso marala. V celotnem življenju sem spoznala samo eno dobro punco«. V istem intervjuju je omenila, da je šolo sovražila in da nikoli ni »verjela v formalno šolanje«, saj je vedno želela postati igralka; tako se ji je zdelo pridobivanje izobrazbe nepomembno.

## Kariera
Pri šestnajstih se je Megan Fox leta 2001 prvič pojavila v filmu, zaigrala je razvajeno Brianno Wallace, sovražnico glavne junakinje Alex Stewart (Ashley Olsen) v filmu Sončne počitnice. Film je na DVD-ju izšel 20. novembra 2001. Naslednje leto je Megan Fox dobila glavno vlogo, vlogo Ione Starr v televizijski seriji Ocean Ave. Televizijska serija je trajala dve sezoni, od leta 2002 do leta 2003 in Megan Fox je posnela stodvaindvajset eno uro dolgih epizod. Tudi leta 2002 je zaigrala v seriji Moja super sestra, natančneje v epizodi »Like a Virgin (Kinda)«. Leta 2003 se je pojavila v filmu Podli fantje 2. V letu 2004 je Megan Fox zaigrala v televizijski seriji Dva moža in pol, v epizodi »Camel Filters and Pheromones«. Istega leta je poleg Lindsay Lohan zaigrala v filmu Izpovedi najstniške igralske kraljice, kjer je imela stransko vlogo Carle Santi, Loline (Lindsay Lohan) sovražnice. V letu 2004 je dobila tudi eno izmed glavnih vlog v televizijski seriji Hope & Faith, v kateri je kot Sydney Shanowski nadomestila igralko Nicole Paggi. V seriji je igrala od druge do tretje sezone ter v sklopu tega posnela šestintrideset epizod, dokler serije leta 2006 niso ukinili.
V letu 2007 je Megan Fox dobila glavno žensko vlogo, vlogo Mikaele Banes v akcijskem filmu Transformerji, ki je temeljila na istoimenski sagi igračk in risank. V filmu je bil lik Shie LaBeoufa, Sam Witwicky, zaljubljen v njen lik. Za svoje delo pri tem filmu je prejela nominacijo za nagrado MTV Movie Award v kategoriji za »prebojni nastop« ter tri nominacije za nagrado Teen Choice Awards, v kategorijah za »izbiro filmske igralke: akcijska avantura«, za »izbiro filma: preboj ženske« in za »izbiro filmske šminke«. Megan Fox je podpisala tudi pogodbo za snemanje dveh nadaljevanj filma Transformerji. V letu 2007 je dobila manjšo vlogo v filmu Kako sem izgubil prijatelje in ostal sam, v katerem so poleg nje zaigrali tudi Jeff Bridges, Simon Pegg in Kirsten Dunst. V filmu je upodobila Sophie Maes, simpatijo Sydneyja Younga (Simon Pegg). Film je premiero doživel 3. oktobra 2008, vendar je bil finančno neuspešen. V letu 2008 se je Megan Fox poleg Rumer Willis kot Lost pojavila v filmu Kurba. Film je govoril o skupini najstnikov, ki se odpravijo v Hollywood in upajo na začetek uspešne igralske kariere, vendar ugotovijo, da je igralski posel težji, kot so si predstavljali. Film je izšel 20. oktobra leta 2008.
Megan Fox je z vlogo Mikaele Banes nadaljevala tudi v nadaljevanju filma Transformerji, filmu Transformerji: Maščevanje padlih. Od prejšnjega filma so njen lik nameravali nekoliko spremeniti, zaradi česar je režiser filma od nje zahteval, da izgubi pet kilogramov. Film Transformerji: Maščevanje padlih je izšel 8. junija 2009 v Tokiu, Japonska. Vsepovsod drugod po svetu je film izšel 24. junija 2009. Megan Fox je leta 2009 dobila svojo prvo glavno vlogo in sicer v filmu Telo lepe Jennifer, ki ga je napisal z Oskarjem nagrajeni scenarist Diablo Cody. Zaigrala je Jennifer Check, zlobno navijačico, katere telo je zasedel hudič, ki se začne hraniti s fanti iz kmetijskega mesta v Minnesoti. Film je izšel 18. septembra 2009, poleg nje pa sta v njem zaigrala tudi igralca Amanda Seyfried in Adam Brody.
V aprilu 2009 je Megan Fox pričela s snemanjem filma Jonah Hex, v katerem je upodobila Leilo, lepotico, v katero je zaljubljen Jonah Hex (Josh Brolin). Film je izšel 18. junija 2010, v njem pa poleg nje igra tudi Will Arnett; Megan Fox je za svojo vlogo v filmu povedala, da ni preveč pomembna. Zgodaj aprila 2009 je Megan Fox podpisala pogodbo za igranje glavne ženske vloge v filmu The Crossing, ki bo izšel v letu 2011. Film The Crossing bo govoril o mladem paru, ki med počitnicami v Mehiki naleti na trgovino s prepovedanimi drogami. Marca 2009 je revija Variety potrdila, da bo Megan Fox zaigrala glavno vlogo v filmski upodobitvi stripov Aspena Matthewsa, imenovanih Seženj, ki ga bo produciral Brian Austin Green. Film Seženj je trenutno v izdelavi. Megan Fox v tretjem delu Transformerjev ne bo upodobila Mikaele Banes. Megan Fox se je pojavila v videospotu singla Eminema in Rihanne, »Love the Way You Lie«.

## Javna podoba
Megan Fox je v intervjuju z revijo The Times glede tega, da je za mnoge vzornica, dejala: »To je odvisno od tega, kaj je vaša definicija vzornika. Če menite, da je vzornik nekdo, ki bo vaše otroke prepričal, da je seks pred poroko napačen, da je preklinjanje napačno in da bi se ženske morale obnašati tako in tako, potem nisem vzornica. Če pa želite, da se vaša dekleta počutijo močna in intiligentna ter da bo spregovorila in se borila za svoja prepričanja, potem si želim biti vzornica, ja.« V istem intervjuju je Megan Fox o opredelitvi svojih vlog v raznih filmih povedala: »Kakšna je opredelitev moje vloge? Privlačna? Kako slabo pa je to?« Meni, da opredeljevanje vlog igralcev na takšen način ni slabo in da to igralce pravzaprav polaska. Verjame tudi, da ji to da prednost, saj ljudje od nje ne bodo pričakovali ničesar drugega kot samo to, da bo privlačna in bodo zato prijetno presenečeni, ko bo svojo vlogo odigrala dobro. Megan Fox je pokazala zanimanje za upodobitev likov, ki so manj seksualizirani kot Mikaela Banes, ki jo je upodobila v filmski seriji Transformerji.
Glede svoje medijske prepoznavnosti je dejala, da ni tako popularna, kot so Jennifer Aniston, Britney Spears ali Lindsay Lohan, vendar da ji je zaradi tega večkrat težko, med drugim tudi zato, ker se je ljudje včasih izogibajo, saj nočejo končati v središču pozornosti medijev. »Vesti se moram dobro in se dobro obvladovati, da me bodo ljudje jemali resno,« je dejala, »[in] lahko si seksi in inteligenten in te bodo ljudje jemljejo resno, ali pa si seksi in vsako noč obiščeš klub in te ne [jemljejo resno].« Vendar zaradi tega, kot pravi, ni »popolnoma znorela«. O tem, kako je prišla iz »relativno nepoznane« osebe do trenutnega zvezdniškega statusa, je Megan Fox povedala: »Zagotovo na to nisem bila pripravljena; mislim, najbrž si ni nihče kar rekel: 'Zdaj pa mislim, da je čas, da postanem slaven' - vendar sem zagotovo menila, da je vse skupaj prišlo prezgodaj. Mislim, igrala sem samo v enem filmu, ki so ga ti ljudje videli.«
Megan Fox se je pojavila na naslovnicah mnogih revij. Leta 2007 se je pojavila na naslovnici revije Maxim; leta 2008 pa še na naslovnici mnogih revij, vključno z revijami Cosmo Girl, Paw Print, Jack (Italija), FHM (Velika Britanija), in GQ. Leta 2009 se je slikala za naslovnice revij USA Weekend, Esquire, Empire, Maxim, GQ (Velika Britanija), Entertainment Weekly in ELLE. Megan Fox se je uvrstila na sedemnajsto mesto lestvice Hollywoodskih obrazov, »Zvezde jutrišnjega dne«, osemnajsto (2007), šestnajsto (2008) in drugo mesto (2009) lestvice revije Maxim, »100 najprivlačnejših žensk«, oseminšestdeseto mesto FHM-jeve lestvice »100 najprivlačnejših žensk na svetu leta 2006« ter na prvo mesto Moviefoneove lestvice »25 najprivlačnejših igralcev, mlajših od 25 let« leta 2008. Bralci revije FHM so jo izbrali za »najprivlačnejšo žensko na svetu« leta 2008.
Pozno julija 2009 so prekomerno retuširane slike Megan Fox v javnosti povzročile več bojkotov ter se pojavljale na mnogih moških spletnih straneh. AOLov moški blog Asylum je 4. avgusta 2009 objavil prispevek »A Day Without Megan Fox« (»Dan brez Megan Fox«), v katerem so obljubili, da en dan ne bodo omenili Megan Fox. To so kasneje naredile tudi druge moške spletne strani, kot na primer »AskMen.com«, »Just a Guy Thing in Banned« in »Hollywood«. Eric Rogell iz spletne strani TheBachelorGuy.com je reviji New York Daily News o Megan Fox povedal: »Odgovorna je za več rednih obiskovalcev naše strani - samo fotografija nje v beli majici na ulici prinese več obiskovalcev kot katera druga slavna osebnost. [Vendar] je čas, da pozornost namenimo tudi mlajšim igralkam.« Na to izjavo je Megan Fox v septembru 2009 v intervjuju z revijo Nylon povedala, da »javnost nori« za Transformerji, kar zanjo pomeni več pozornosti v medijih. »Sem del filma, za katerega se je [studio] želelo prepričati, da bo zaslužil okoli 700 milijonov $, kar so poskušali doseči tako, da so medijem prodali razne fotografije igralcev iz filma,« je dejala. »Ne želim, da bi ljudje popolnoma znoreli zaradi mene, še preden bi naredila nekaj spoštovanja vrednega.«
11. septembra 2009 je nepodpisano pismo člana igralske zasedbe Transformerjev branilo Michaela Bayja pred obtožbami Megan Fox glede njegovega vedenja, vključno s primerjavo z Adolfom Hitlerjem. Pismo je trdilo, da je neprijetno snemati z Megan Fox in da slednja zelo pogosto obtožuje ljudi, ki se vedejo drugače, kot ona. Michael Bay je Megan Fox branil in povedal, da s pismom nima nobene povezave. Tudi Anthony Steinhart, produkcijski asistent, ki je delal na Transformerjih, je stopil v bran Megan Fox, saj nikoli ni bil »... priča nesramnemu ali nepremišljenemu vedenju gdč. Fox«.

### Primerjave z Angelino Jolie
Megan Fox zelo pogosto primerjajo z igralko Angelino Jolie, mediji pa jo večkrat imenujejo za »naslednjo Angelino Jolie«. Megan Fox z Angelino Jolie primerjajo prevsem zato, ker ima vsaka od njiju zbirko tatujev in sta obe obranavani kot seks simbola. Megan Fox je dejala, da jo po njenem mnenju z Joliejevo primerjajo predvsem zato, ker imata obe temne lase ter veliko tatujev in obe igrata v akcijskih filmih. Pojavljajo se govorice, da bo Megan Fox nadomestila Angelino Jolie v naslednjem filmu iz filmske serije Lara Croft. O primerjavah je Megan Fox dejala tudi: »Sem rjavolaska s tatuji, preklinjam in sem že prej omenila seks. Šalim se o stvareh, ki so za večino ljudi nezaslišane in zaradi tega me pogosto primerjajo z njo.« Megan Fox je pripomnila: »Prepričana sem, da sploh ne ve, kdo sem. Ampak če bi bila jaz ona, bi si rekla: 'Kdo za vraga je ta butasti otročaj iz Transformerjev, da pravijo, da bo naslednja jaz?' Ne želim si je spoznati. Bilo bi mi nerodno.«

### Tatuji
Javnosti je poznano osem tatujev Megan Fox, vključno z vtetoviranim imenom njenega moža, »Brian«, nizko na boku in vtetovirano sliko Marilyn Monroe na desni podlakti. Ima tudi vtetoviran verz »We will all laugh at gilded butterflies« iz igre Kralj Lear Williama Shakespearea na desni rami, tatu jin in jang na notranji levega zapestja, pesem na levi strani prsnega koša, ki se glasi »Nekoč je bilo majhno dekle, ki nikoli ni poznalo ljubezni, dokler ji ni fant zlomil SRCA« in kitajski znak za »moč« na njenem vratu. Nad svojim desnim gležnjem in na spodnjem delu noge ima vtetoviranih pet zvezd in luno. To je edini poznan barvni tatu, ki ga ima Megan Fox. Njen najnovejši tatu je na desni strani njenega prsnega koša in sicer citat Friedricha Nietzschea, ki se glasi: »In za tiste, ki so jih opazili plesati, so tisti, ki niso mogli slišati glasbe, verjeli, da so zmešani.«

## Zasebno življenje
Megan Fox ima razmerje z igralcem Brianom Austinom Greenom že od leta 2004, ko sta se spoznala na snemanju serije Hope & Faith, ona je bila stara osemnajst, on pa trideset let. Leta 2006 sta se zaročila, februarja 2006 pa sta zaroko razdrla. Junija 2010 sta se ponovno zaročila in se le nekaj tednov kasneje, 24. junija 2010, poročila na privatnem obredu v hotelu Štirje letni časi na otoku Big Island na Havajih. Brian Austin Green se je pojavil v 35 sezoni oddaje Saturday Night Live, natančneje v epizodi »Megan's Roommate«, ki jo je gostila Megan Fox.
Megan Fox je dobra prijateljica z igralci, kot so Jennifer Blanc, Kellan Rhude, soigralka iz filma Telo lepe Jennifer, Amanda Seyfried, Michael Biehn in soigralec iz filmov Transformerji, Shia LaBeouf. Je velika oboževalka stripov, animacij in videoiger. Njen najljubši ustvarjalec je Michael Turner, čigar strip Seženj je opisala kot dolgoletno obsesijo. Megan Fox ima dva psa, vključno s pomerancem, ki ga je poimenovala po basistu glasbene skupine Sex Pistols, Sidu Viciousu. Podpira legalizacijo marihuane, saj je ne obravnava kot mamilo in sama pravi, da bo, ko se bo marihuana legalizirala, prva kupila zavojček.
Septembra 2008 se je Megan Fox razkrila kot biseksualka; v intervjuju z revijo GQ je dejala, da se je pri osemnajstih zaljubila v striptizeto. Takrat je bilo prvič, da se je zaljubila v osebo istega spola. To je uporabila kot primer svojega prepričanja, da »so vsi ljudje rojeni s potencialom, da jih privlačita oba spola«, kasneje pa je pokazala tudi zanimanje za Olivio Wilde. Maja leta 2009 je potrdila svojo biseksualnost. Junija 2009 je v reviji ELLE izšel intervju z Megan Fox, v katerem je dejala, da je nekoliko izkrivila dogodke v sklopu njenega razmerja s striptizeto, kar je povzročilo, da nekateri moški novinarji »objavljajo čudno različico« njene preteklosti. »Moški so, z njimi se je lahko igrati,« je dejala. »Takoj ko povem zgodbo mi jejo z roke. Vse ni resnično. V bistvu je večina samo nakladanje.« Megan Fox je povedala: »Nikoli nisem rekla, da je bila moje dekle! Rekla sem samo, da sem jo ljubila in zares sem jo. Resnična zgodba je nekoliko bolj trezna. Ni seksi, fantazijska zgodba za zabavo. Vendar to ni zgodba, ki sem jo povedala GQ.«
Megan Fox odprto govori o svoji negotovosti in samopoškodbah. Pravi tudi, da ima zelo nizko samopodobo:
Ja. Vendar si je ne želim izboljšati. Same sebe nikoli ne bi spremenila. Dekleta gredo skozi različne faze med odraščanjem, ko so žalostne in počnejo različne stvari, to so lahko motnje prehranjevanja ali spreminjanje same sebe. Zelo sem negotova glede vsega. Vidim, kako izgledam, vendar obstajajo stvari, ki so mi všeč in ki mi niso. Moji lasje so v redu. Barva mojih oči je pravzaprav lepa. Prenizka sem. Na splošno pa mi je vse skupaj všeč. Nikoli ne mislim, da me kakšna stvar ni vredna … Imam bolen občutek, ker so me včasih vsi zasmehovali. Velikokrat si nisem všeč. To pa mi ne preprečuje biti srečna. Ampak to ne pomeni, da sem bojevnica. Sem zelo ranljiva. Lahko pa sem tudi agresivna, škodljiva, nesramna in sebična. Čustveno sem vedno nepredvidljiva. Pri samoobvladovanju sem prava spaka.
Megan Fox se boji letenja; pravi, da se je strah razvil, ko je dopolnila dvajset let. Našla je načine, s katerimi se lahko spoprime s strahom, večinoma pa se napadom panike, ko pride na letalo, izogne tako, da posluša pesmi Britney Spears. Poleg tega je izrazila nezaupanje do »vseh fantov-moških« na splošno in do žensk v industriji. »Posebej ne zaupam dekletom v tej industriji, saj je zelo tekmovalno, jaz pa se pač ne zanimam za takšne reči.«
Danes je zaročena s pevcem Machine Gun Kelly.

## Filmografija
| Filmi                        | Filmi                                    | Filmi              | Filmi |
| Leto                         | Naslov                                   | Vloga              | Opombe |
| ---------------------------- | ---------------------------------------- | ------------------ | --- |
| 2003                         | Podli fantje 2                           | Otrok v klubu      | Neobjavljeno |
| 2004                         | Izpovedi najstniške igralske kraljice    | Carla Santini      | Stranska vloga |
| 2007                         | Transformerji                            | Mikaela Banes      | Glavna vloga Nominirana - MTV Movie Award za prebojni nastop Nominirana - National Movie Award za najboljši ženski nastop Nominirana - Teen Choice Award za izbiro filmske šminke Nominirana - Teen Choice Award za izbiro igralke: akcijska avantura Nominirana - Teen Choice Award za izbiro filma: preboj ženske                                                            |
| 2008                         | Kako sem izgubil prijatelje in ostal sam | Sophie Maes        | Stranska vloga |
| 2008                         | Kurba                                    | Lost               | Manjša vloga |
| 2009                         | Transformerji: Maščevanje padlih         | Mikaela Banes      | Glavna vloga Teen Choice Award za izbiro poletne ženske filmske zvezde Spike Video Game Award za najboljši nastop človeške ženske Scream Award za najboljšo igralko v znanstveni fantastiki Nominirana - Kid's Choice Award za najljubšo filmsko igralko Nominirana - Zlata malina za najslabšo igralko leta 2009 Nominirana - Zlata malina za najslabši filmski par leta 2009 |
| 2009                         | Telo lepe Jennifer                       | Jennifer Check     | Glavna vloga Teen Choice Award za izbiro filmske igralke: Grozljivka/Triler Nominirana - Zlata malina za najslabšo igralko leta 2009 Nominirana - MTV Movie Award za najboljši WTF moment |
| 2010                         | Jonah Hex                                | Lilah              | Stranska vloga |
| 2010                         | Passion Play                             | Lily               | Post-produkcija |
| Televizijski film            |                                          |                    | |
| Leto                         | Naslov                                   | Vloga              | Opombe |
| 2001                         | Sončne počitnice                         | Brianna Wallace    | Televizijski film |
| 2004                         | Modni zločini                            | Candace            | Televizijski film |
| Televizija                   |                                          |                    | |
| Leto                         | Naslov                                   | Vloga              | Opombe |
| 2002–2003                    | Ocean Ave.                               | Ione Starr         | Glavna vloga |
| 2004–2006                    | Hope & Faith                             | Sydney Shanowski   | Stranska vloga Nominirana - Young Artist Award za najboljši nastop stranske mlade igralke v dramski ali humoristični televizijski seriji |
| Stranski televizijski pojavi |                                          |                    | |
| Leto                         | Naslov                                   | Vloga              | Opombe |
| 2003                         | Moja super sestra                        | Shannon            | »Like a Virgin (Kinda)« (sezona 2, epizoda 5) |
| 2004                         | Dva moža in pol                          | Prudence           | »Camel Filters and Pheromones« (sezona 1, epizoda 12) |
| 2004                         | The Help                                 | Cassandra Ridgeway | »Pilot« (sezona 1, epizoda 1) »Ollie Shares« (sezona 1, epizoda 2) »Dwyane Gets a Cold« (sezona 1, epizoda 5) |
| Videospoti                   |                                          |                    | |
| Leto                         | Naslov                                   | Vloga              | Opombe |
| 2010                         | »Love The Way You Lie« od Eminema        |                    | |

## Nagrade in nominacije
| Nagrade in nominacije | Nagrade in nominacije                                  | Nagrade in nominacije   | Nagrade in nominacije                                                                  | Nagrade in nominacije |
| Leto                  | Delo                                                   | Nagrada                 | Kategorija                                                                             | Rezultat              |
| --------------------- | ------------------------------------------------------ | ----------------------- | -------------------------------------------------------------------------------------- | --------------------- |
| 2005                  | Hope & Faith                                           | Young Artist Award      | Najboljši nastop stranske mlade igralke v dramski ali humoristični televizijski seriji | Nominirana            |
| 2007                  | Transformerji                                          | Teen Choice Awards      | Izbira filmske igralke: Akcijska avantura                                              | Nominirana            |
| 2007                  | Transformerji                                          | Teen Choice Awards      | Izbira filma: Preboj ženske                                                            | Nominirana            |
| 2007                  | Transformerji                                          | Teen Choice Awards      | Izbira filmske šminke                                                                  | Nominirana            |
| 2007                  | Transformerji                                          | National Movie Award    | Najboljši ženski nastop                                                                | Nominirana            |
| 2008                  | Transformerji                                          | MTV Movie Award         | Prebojni nastop                                                                        | Nominirana            |
| 2009                  | /                                                      | Teen Choice Award       | Izbira privlačne ženske                                                                | Dobila                |
| 2009                  | Transformerji: Maščevanje padlih                       | Teen Choice Award       | Izbira poletne ženske filmske zvezde                                                   | Dobila                |
| 2009                  | Transformerji: Maščevanje padlih                       | Scream Award            | Najboljša igralka v znanstveni fantastiki                                              | Dobila                |
| 2009                  | Transformerji: Maščevanje padlih - videoigra           | Spike Video Game Awards | Najboljši nastop človeške ženske                                                       | Dobila                |
| 2010                  | Telo lepe Jennifer in Transformerji: Maščevanje padlih | Zlata malina            | Najslabša igralka leta 2009                                                            | Nominirana            |
| 2010                  | Transformerji: Maščevanje padlih                       | Zlata malina            | Najslabši filmski par leta 2009                                                        | Nominirana            |
| 2010                  | Transformerji: Maščevanje padlih                       | Kid's Choice Awards     | Najljubša filmska igralka                                                              | Nominirana            |
| 2010                  | Telo lepe Jennifer                                     | MTV Movie Awards        | Najboljši WTF moment                                                                   | Nominirana            |
| 2010                  | /                                                      | Teen Choice Awards      | Izbira privlačne ženske                                                                | Dobila                |
| 2010                  | Telo lepe Jennifer                                     | Teen Choice Awards      | Izbira filmske igralke: Grozljivka/Triler                                              | Dobila                |